# Megaceryle alcyon
Il martin pescatore americano (Megaceryle alcyon Linnaeus, 1758) è un uccello coraciiforme della famiglia Alcedinidae.

## Descrizione

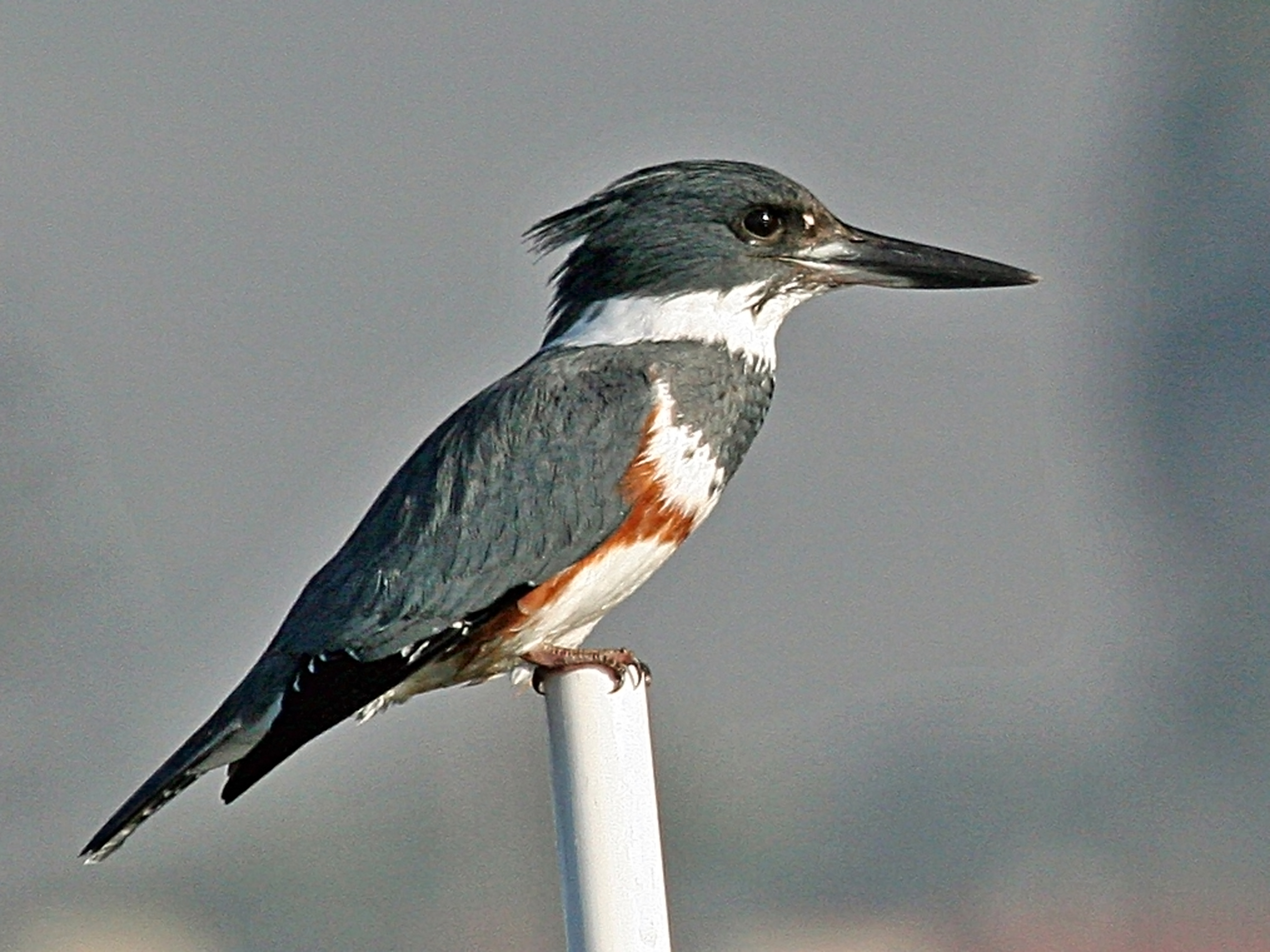
Femmina di M. alcyon

Il martin pescatore americano è tozzo, di medie dimensioni; misura 28-35 centimetri di lunghezza, ha un'apertura alare di 48-58 centimetri e pesa circa 140-170 grammi.
Questa specie ha una grande testa con una cresta ispida. Il suo becco è lungo e robusto con una base grigia.
Questo martin pescatore mostra un dimorfismo sessuale inverso, con la femmina più colorata del maschio. Entrambi i sessi hanno una testa blu ardesia, grande collo bianco, una larga fascia blu sul petto e ventre bianco. La schiena e le ali sono blu ardesia tranne sulla punta delle penne che sono nere con puntini bianchi.
La femmina sfoggia una fascia rossastra nella parte superiore del ventre che si estende lungo i fianchi. I giovani di questa specie sono simili agli adulti, ma entrambi i sessi presentano la banda rossastra sul ventre. In particolare, i giovani maschi hanno una fascia rossa leggermente chiazzata, mentre nelle giovani femmine la fascia è simile a quella delle adulte ma molto più sottile.

## Distribuzione e habitat

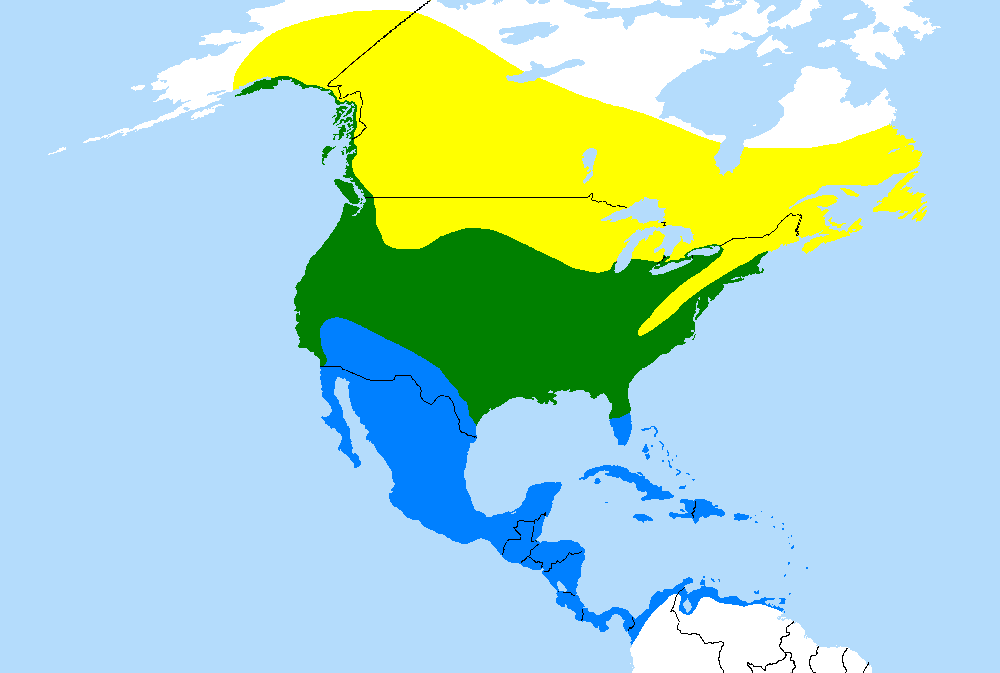
Areale di M. alcyon

Durante la stagione riproduttiva questo uccello vive nell'entroterra vicino a grandi masse d'acqua o lungo le coste di Canada, Alaska e Stati Uniti. In inverno migrano nel sud degli Stati Uniti, in Messico, America Centrale, Indie Occidentali e nelle regioni settentrionali del Sud America. Durante la migrazione può allontanarsi molto dalla terraferma; la specie è stata avvistata come accidentale in alcune isole oceaniche, come l'Isola Clarión, e molto più raramente è stato riscontrato in Islanda, Irlanda e Regno Unito. 
Abbandona le regioni settentrionali quando l'acqua inizia a gelare; in zone più calde è un uccello sedentario permanente. Alcuni individui possono rimanere a nord anche negli inverni più freddi se vi trovano ancora zone d'acqua non ghiacciata.

## Biologia

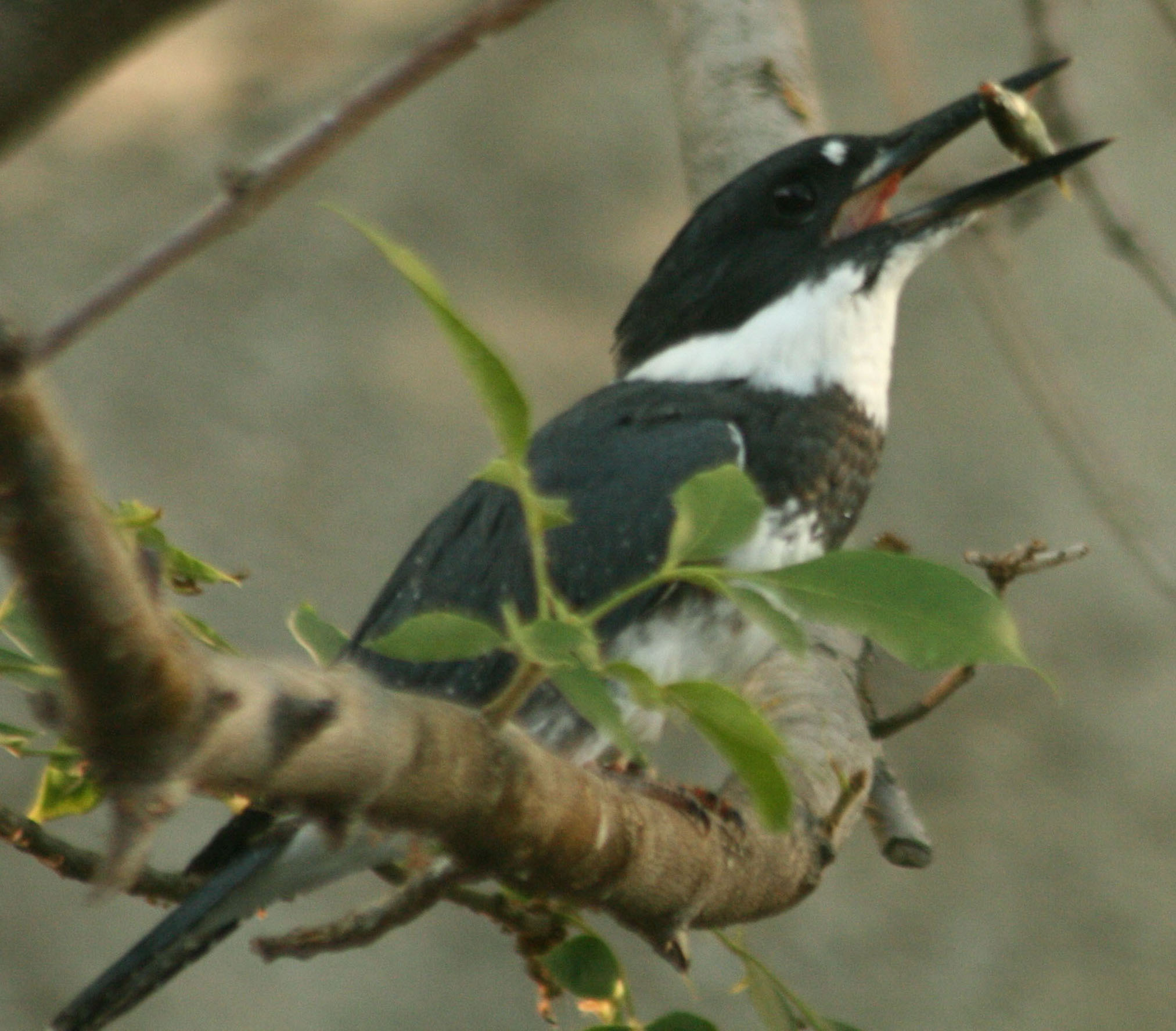
Maschio con preda

### Alimentazione
Si vede spesso appollaiato su alberi, pali, o altri punti d'osservazione in prossimità dell'acqua prima di tuffarsi in picchiata per inseguire i pesci. Si nutre anche di anfibi, piccoli crostacei, insetti, piccoli mammiferi e rettili.

### Riproduzione
Questo uccello nidifica in gallerie orizzontali scavate da entrambi i genitori lungo gli argini dei fiumi o nei banchi di sabbia. Il nido è un tunnel lungo, costruito spesso in salita per aumentare la possibilità di sopravvivenza dei pulcini in caso di allagamento. La femmina depone 5-8 uova e divide il compito di incubare le uova e di nutrire i pulcini insieme al maschio.

## Sistematica
Non ha sottospecie riconosciute.